# Fabio Sabatini
Fabio Sabatini (Pescia, Toscana, 18 de febrer del 1985) és un ciclista italià, ja retirat, que fou professional del 2006 al 2021.
El 2006 passà al professionalisme amb l'equip Milram, on forma part del “tren” dels velocistes Alessandro Petacchi i Erik Zabel. L'any 2009 va fitxar per l'equip Liquigas, on passà a ser company d'equip del velocista Daniele Bennati. El 2013 va patir una important caiguda durant el Tour de Colorado que li provocà una fractura de les vèrtebres toràciques i un traumatisme cranial que posà punt-i-final a la temporada. El 2014 fitxà per l'Etixx-Quick Step, on passà a ajudar primer a Mark Cavendish i posteriorment a Marcel Kittel. El 2017 va ajudar Marcel Kittel a aconseguir catorze victòries, incloses cinc etapes del Tour de França. Kittel va intentar endur-se'l al Katusha de cara a la temporada 2018, però Sabatini declinà l'oferiment i va romandre al Quick-Step per trobar-se amb Elia Viviani, nova incorporació de l'equip. El 2020 acompanyà a Viviani a l'equip Cofidis, on es retirà a finals del 2021.

## Palmarès
- 2003
  -  Campió d'Itàlia de contrarellotge júnior
  - Vencedor de 2 etapes del Giro a Toscana júnior
- 2004
  - 1r al Trofeu Tempestini Ledo
- 2005
  - 1r a la Coppa Città di Asti
  - 1r a la Coppa del Grano
- 2008
  - 1r al Trofeu Città di Borgomanero

### Resultats a la Volta a Espanya
- 2007. 131è de la classificació general
- 2008. 102è de la classificació general
- 2009. 115è de la classificació general
- 2018. 152è de la classificació general

### Resultats al Giro d'Itàlia
- 2007. Abandona (14a etapa)
- 2008. Abandona (13a etapa)
- 2010. 101è de la classificació general
- 2011. 104è de la classificació general
- 2012. 79è de la classificació general
- 2013. 93è de la classificació general
- 2015. 110è de la classificació general
- 2016. No surt (15a etapa)
- 2018. 129è de la classificació general
- 2019. 92è de la classificació general
- 2021. 133è de la classificació general

### Resultats al Tour de França
- 2009. 147è de la classificació general
- 2011. 167è de la classificació general. Darrer classificat
- 2013. 117è de la classificació general
- 2014. 118è de la classificació general
- 2016. 150è de la classificació general
- 2017. 154è de la classificació general